# Nadius indonesis

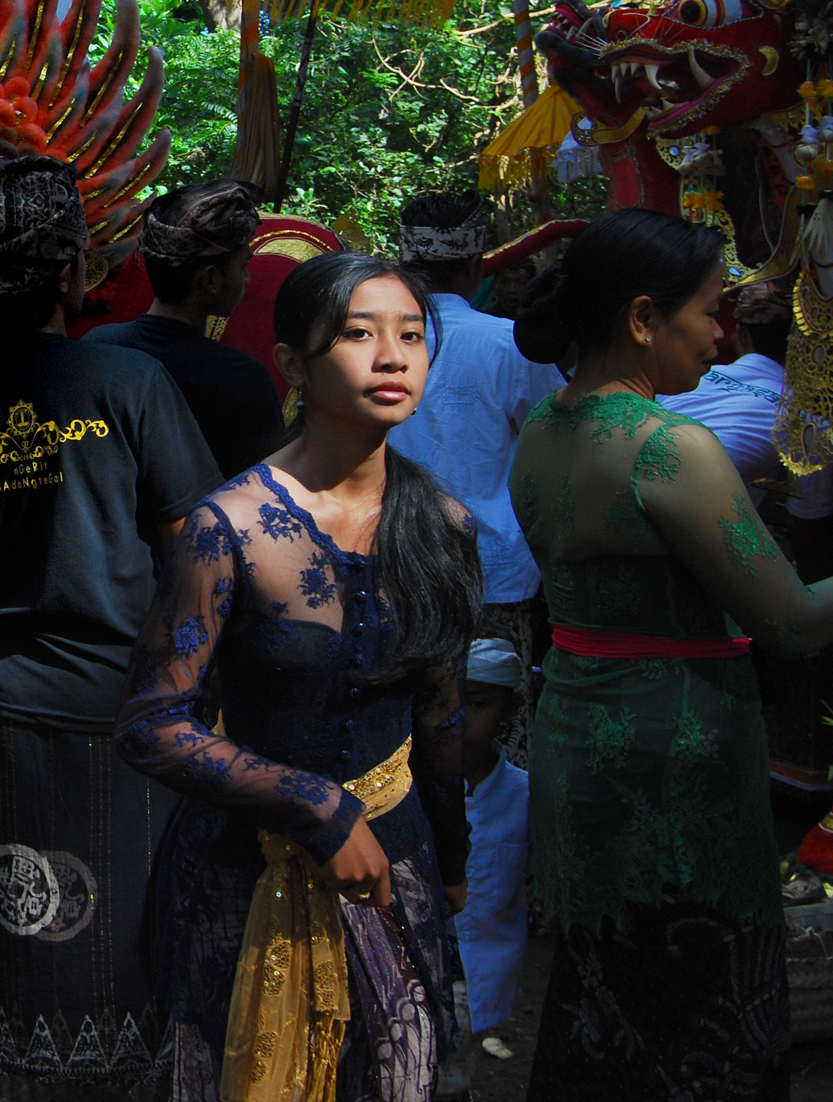
Una noia balinesa, nadiua indonèsia, que porta el kebaya durant una cerimònia tradicional

El terme nadius indonesis, o també pribumi (literalment, 'els primers sobre el sòl'), s'utilitza per distingir aquells indonesis les arrels ancestrals dels quals es troben a l'arxipèlag d'aquells que tenen una ascendència (pot ser parcial) coneguda estrangera, tals com els indonesis xinesos, els indonesis àrabs, els indonesis indis o els indoeuropeus (eurasiàtics).